# Vodní nádrž Janov
Vodní nádrž Janov (též zvaná Hamerská přehrada nebo Mostecká přehrada) je přehrada nad osadou Křížatky v okrese Most v Hamerském údolí v Krušných horách. Leží na soutoku říčky Loupnice a Klínského potoka na rozhraní katastrů Křížatky, Lounice a Hamr. Vodárenská nádrž je v I. pásmu hygienické ochrany. Přehradní hráz proto není volně přístupná a také komunikace a prostory v blízkosti nádrže jsou pro veřejnost uzavřeny. Její název je odvozen od Janova, části obce města Litvínov. Starší název Hamerská je odvozen od názvu údolí a Mostecká se nazývala proto, že město Most nechalo přehradu v letech 1911–1913 vybudovat.
Je součástí vodohospodářské soustavy v oblasti severočeské hnědouhelné pánve. Správcem je státní podnik Povodí Ohře.

## Historie

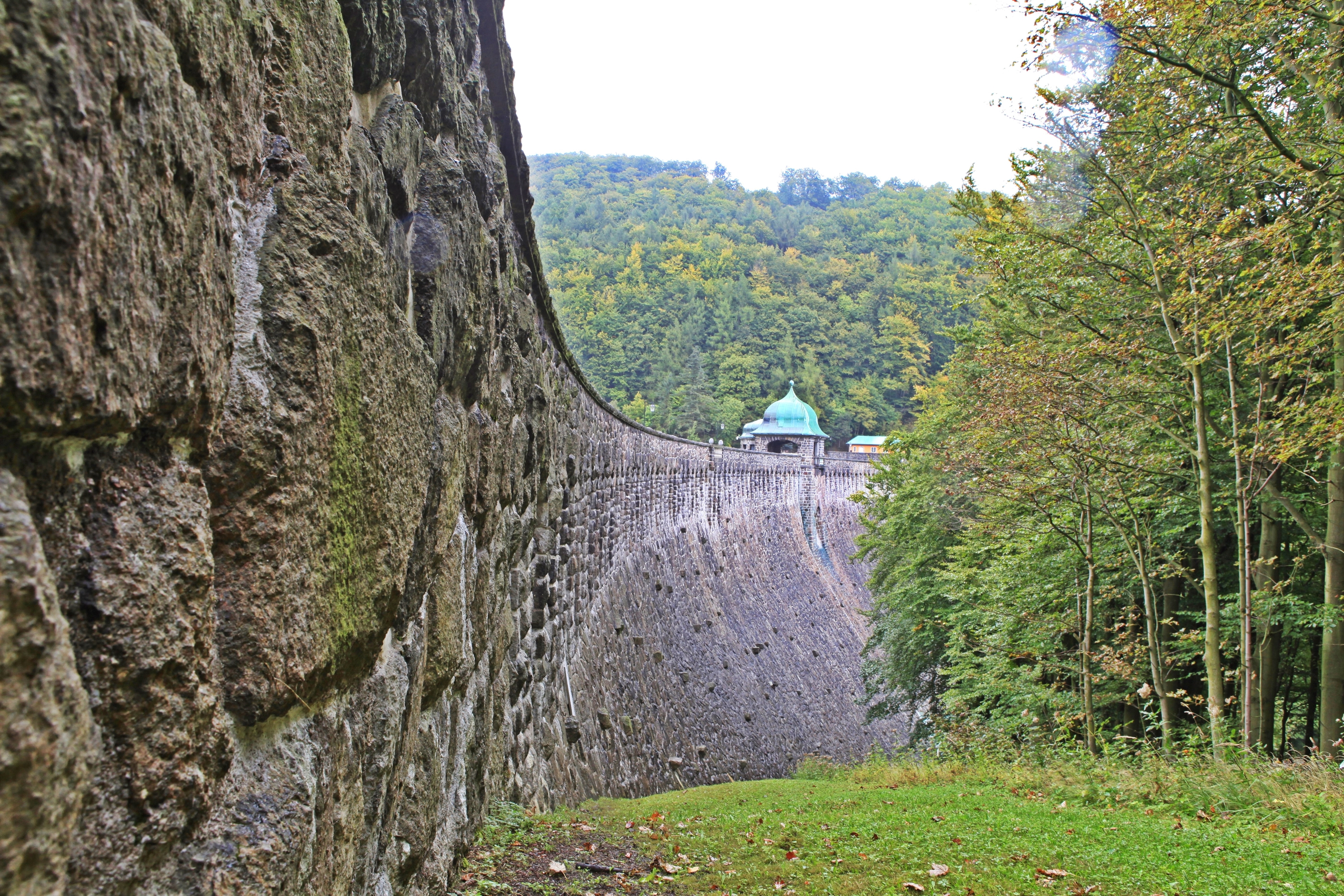
Vodní nádrž Janov

### Plány
Na začátku 20. století přestávaly stačit dosavadní zdroje vody pro rychle se rozvíjející průmyslové město Most a jeho představitelé museli řešit svízelnou situaci v zásobování obyvatel města vodou. Na schůzi obecního výboru dne 5. září 1906 radní uložili technickému oddělení městského úřadu vypracovat návrh na řešení tohoto problému. Z předložených projektů zvítězil plán na přehradu v Hamerském údolí. Potřebný lesní pozemek se nacházel v majetku města Mostu a rovněž srážková oblast v povodí budoucí nádrže, pokrytá lesy, zaručovala dostatek kvalitní vody. Třicetiletý průměr ročních srážek činil v Mníšku 809 mm a na Klínech 891 mm. Přehrada měla rovněž zadržovat jarní vody, které jinak v nížině způsobovaly záplavy.
Radní se dne 29. září 1907 vydali na komisionelní šetření přímo do Hamerského údolí, aby si na místě ověřili jednotlivé body návrhu a potom projednali celou záležitost ve výboru i zastupitelstvu po stránce technické, vodohospodářské i vodoprávní. Jednání probíhala až do roku 1908, kdy byla sepsána závěrečná zpráva, sloužící současně jako podklad k vypracování definitivního projektu. Jeho zpracováním byl obecním výborem dne 4. března 1908 pověřen prof. Dr. Ing. Robert Weyrauch, profesor Vysokého učení technického ve Stuttgartu. V červnu 1908 byl již hotový plán i s rozpočtem nákladů ve výši 4,89 miliónu korun. Dne 9. prosince 1908 udělilo Okresní hejtmanství v Mostě stavební povolení s platností na pět let.
Město si podalo žádost o státní příspěvek, neboť pořizovací náklady byly pro městský rozpočet velmi vysoké. Chtělo si také zajistit subvenci zemského úřadu a vstoupilo proto s třiceti členskými podíly do družstva, které bylo založeno v Mostě za účelem regulace vodních toků a výstavby údolních přehrad v povodí řeky Bíliny. Protože se jednání se státními úřady příliš protahovalo, obecní výbor nečekal na konečné rozhodnutí a vytvořil dne 17. prosince 1910 osmičlennou stavební komisi. Jejím předsedou se stal starosta Mostu Josef Herold. Komise svěřila dozor nad celou stavbou architektovi Weyrauchovi a hlavním stavbyvedoucím jmenovala inženýra V. Czeháka.

### Výstavba
Přípravné práce byly zahájeny 21. září 1910 kácením lesa a čištěním dna budoucí nádrže. V téže době byla vyřešena přeložka údolní silnice a spojení nové trasy s okresní silnicí vedoucí z Janova do Mníšku. Tyto práce dokončily místní stavební firmy začátkem roku 1911. Na stavbu přehrady město vypsalo veřejnou soutěž, které se zúčastnilo deset firem. Nabídky se pohybovaly od 2,92 miliónu do 3,49 miliónu korun. Na schůzi obecního výboru dne 10. května 1911 byla vybrána nejlevnější nabídka ve výši 2 935 640 korun, kterou podalo konsorcium Berndt, Schwarzer & Wurm v Mostě. Firma začala s přípravnými pracemi ještě téhož měsíce. Dne  27. května 1911 byly u budoucí přehrady smontovány baráky pro dělníky, především Italy a Chorvaty, najaté pro betonování a lámání kamene. Italové zde měli dokonce i vlastní kuchyni. Mostecký hoteliér Dietl si již 14. dubna 1911 zajistil koncesi k provozu kantýny. Nacházela se na levém svahu asi ve výši dnešního domku hrázného.

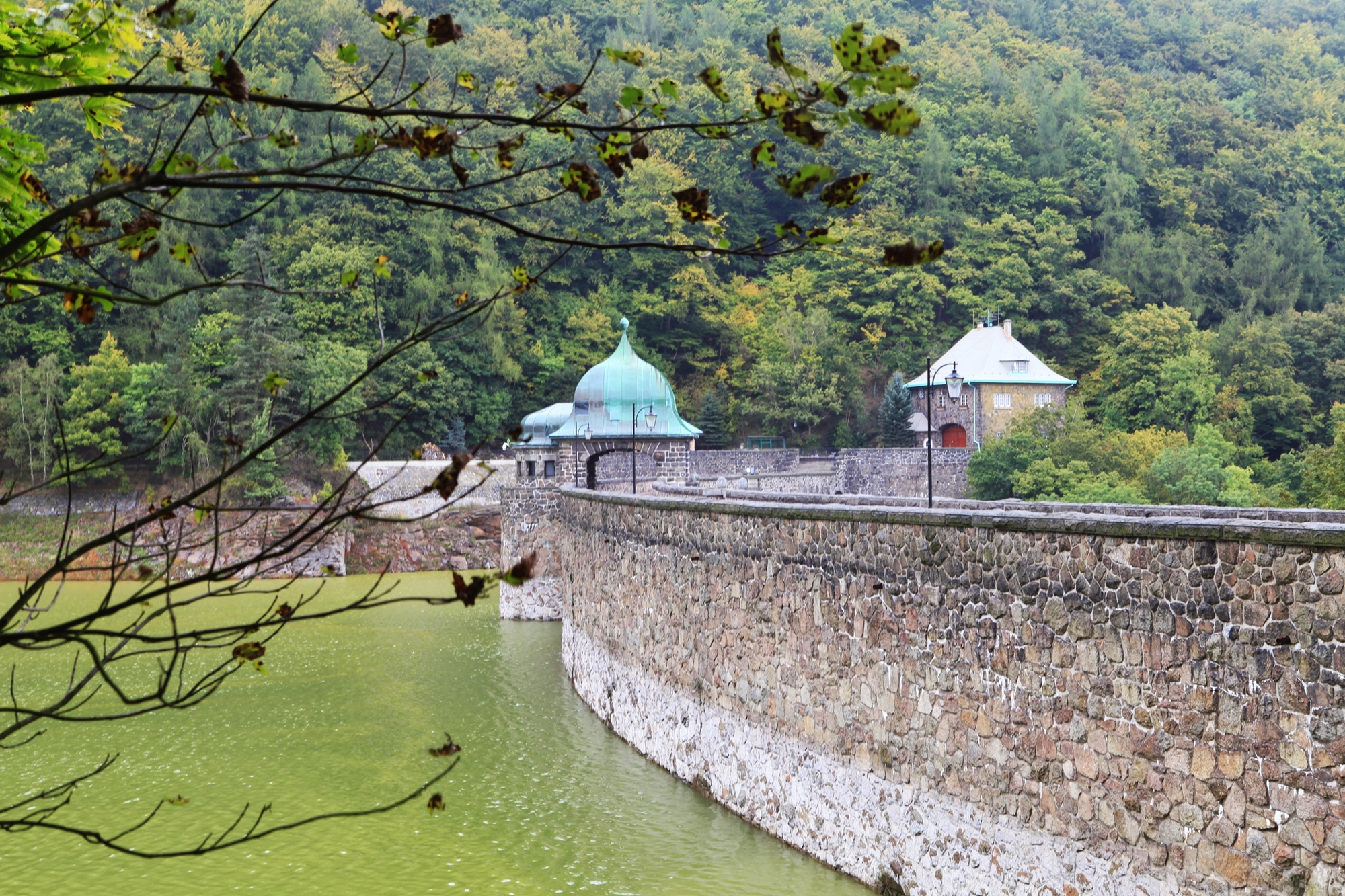
Vodní nádrž Janov

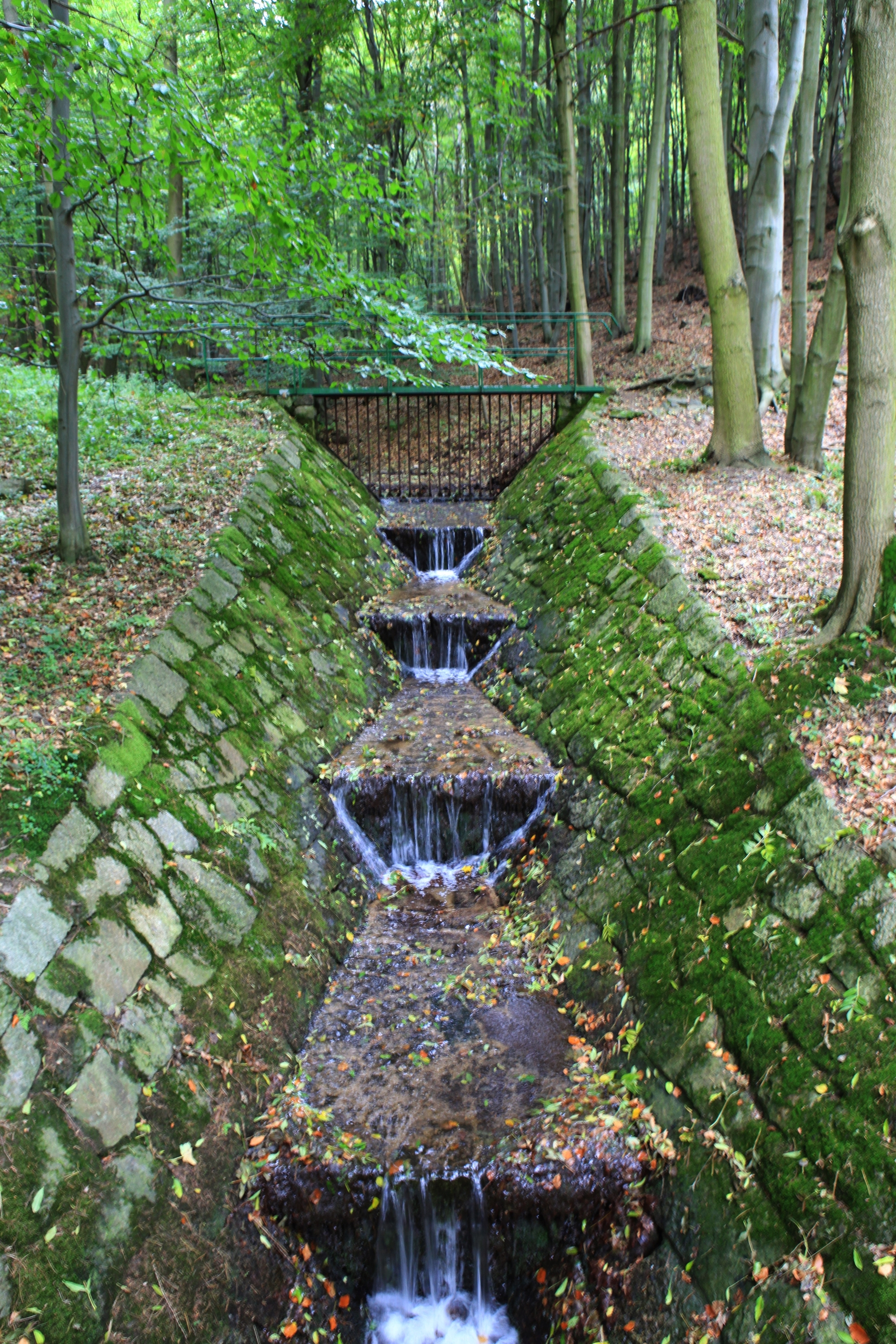
Vodní nádrž Janov

Stavba samotné hráze byla zahájena v červnu 1911. Dne 9. června začali dělníci s lámáním kamene. Stavební materiál byl odebírán v blízkosti stavby na pravém svahu údolí (zbytky lomu poblíž hráze jsou dodnes patrné). Současně se upravovaly toky Loupnice a Klínského potoka. Pro Loupnici bylo postaveno provizorní dřevěné koryto, kterým voda začala téct 31. října. Dne 21. listopadu 1911 byla hotová zděná nádržka a kaskády u vtoku do přehrady. Od správní budovy janovského polesí vedla až ke staveništi lanovka, základy jejích dvou pilířů se ještě zachovaly. Na staveništi byl smontován velký kabelový jeřáb. Obě tato technická zařízení zahájila činnost 30. ledna 1912. S betonováním se započalo v dubnu. Dne 4. května 1912 se dostavili starosta a radní města Mostu ke slavnostnímu položení základního kamene. Během zimních měsíců, kdy někteří cizí dělníci odjížděli domů, nechal stavbyvedoucí zdivo obednit, aby bylo chráněno před povětrnostními vlivy. Dne 27. května 1913 se začalo se stavbou strážního domku a tentýž den se Loupnice vrátila do svého starého koryta. Dne 22. července 1913 začala výstavba čistírny vody, dne 25. října kladení potrubí z ocelových trubek do Mostu (o celkové délce 13 km). Hrubá stavba přehrady byla dokončena v prosinci 1913. V té době šlo o největší přehradní hráz na území Rakouska-Uherska.

### Uvedení do provozu
Dne 5. ledna 1914 hráz poprvé zadržovala vodu, prozatím jen pokusně. Teprve 16. ledna vykonali zástupci okresního hejtmanství prohlídku stavby a udělili povolení k zadržování vody do jednoho milionu m³. Když 8. března 1914 dosáhla vodní hladina výše 20 metrů (zadržovaný objem 175 000 m³) začala voda pronikat zdí na levém svahu. Stavební firma ihned zahájila utěsňování, voda však přesto prosakovala dále. Dne 18. dubna bylo v přehradě naměřeno 997 000 m³. Dne  26. června byly ukončeny zednické práce a  17. července převzalo stavbu hlavní vodní vedení. Z německé Gothy byl povolán odborník, aby prozkoumal příčiny průsaku. Opravy podle odborného posudku snížily prosakování během roku 1914 o 34 %. Práce byly skončeny 20. srpna 1915. Tlakovou injektáží do hloubky až 33 metrů se podařilo ztrátu vody prosakováním snížit o 71,5 %, činilo však stále ještě 38 litrů za sekundu. Dne 20. srpna 1914 zahájila provoz čisticí stanice s kapacitou 70 l/s, vybavená rychlofiltračním přístrojem značky Reisert a zařízením na sterilizaci vody ozónem.
V prosinci 1915 předložil vedoucí vodní správy konečné vyúčtování za léta 1907 až 1915 ve výši 4 694 237 korun a 15 haléřů. Ve srovnání s původním rozpočtem, který počítal s částkou 4,89 miliónů korun, tedy došlo k úsporám. V prvním roce provozu 1915 činila spotřeba vody 714 270 m³; z toho připadlo 213 763 m³ na průmysl a živnosti a 500 507 m³ na domácnosti, což znamená při tehdejším počtu obyvatel 58,8 litrů na osobu denně. Až do poloviny 20. století stačila přehrada pokrývat stále rostoucí spotřebu pitné vody v Mostě a přilehlých obcích. Teprve v roce 1951 se začalo s výstavbou Flájské přehrady.

### Poslední opravy
Problémy s průsaky pod hrází, které se objevily po zahájení provozu, se zřejmě nepodařilo zcela odstranit. V roce 2003 začala generální oprava vzdušního líce. Proběhlo jeho vyčištění a oprava spárování ze spárovaného kamene, dále statické zajištění vodního díla a oprava přístupové komunikace k přehradě. V roce 2005 byla nádrž opět napuštěna. V roce 2008 byla nádrž opět prázdná a jejím dnem protékala Loupnice v původním korytě.

## Technické parametry

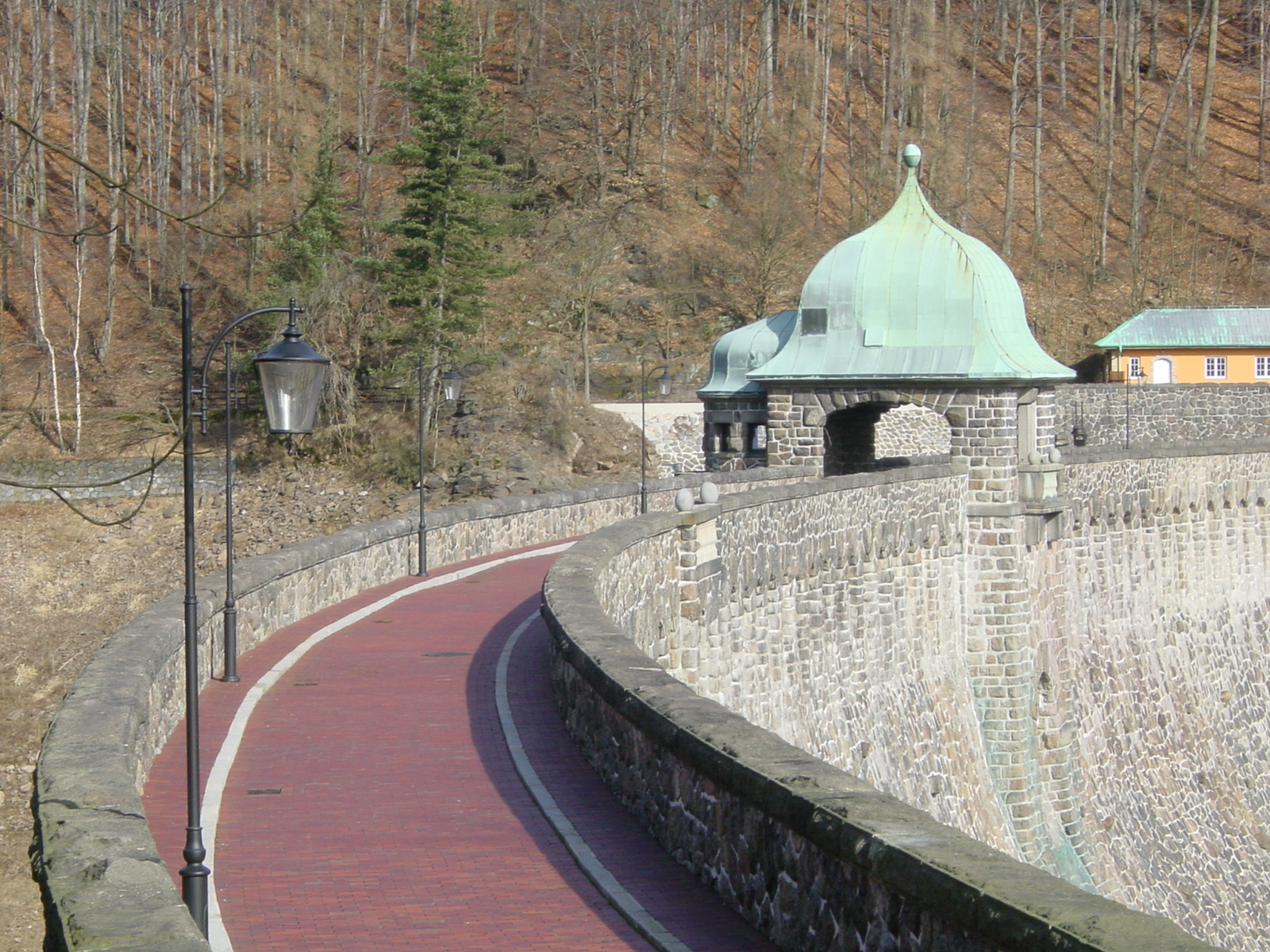
Koruna hráze

Přehradní hráz patří k nejvyšším zděným hrázím v České republice (v Čechách je vůbec nejvyšší), což přispělo k tomu, že přehrada je státem chráněnou technickou památkou. Hráz je tížná, zděná z lomového kamene, vyklenutá proti vodě. Koruna hráze se nachází 493,52 m nad mořem, její délka činí 225 m a šířka 4,5 m. Maximální výška hráze nad terénem je 45,45 m.
Výpustná zařízení tvoří spodní výpusti, odběrné potrubí a bezpečnostní přeliv. Vlastní spodní výpust tvoří levé potrubí, zaústěné do kruhového vývaru. Pravé potrubí slouží pro odběr surové vody. Kapacita spodních výpustí je 1,54 m³/s. Bezpečnostní přeliv je nehrazený, boční, situovaný na levém břehu u hráze nádrže. Celková délka přelivné hrany činí 20,5 m. Celková kapacita přelivu při maximální hladině v nádrži je 21,44 m³/s. V tělese přelivu jsou umístěny dva odlehčovací otvory, hrazené dřevěnými stavidly. Stavidlo 1 je umístěné na pravé straně přelivu při pohledu po vodě, stavidlo 2 je na levé straně přelivu.
Nádrž má celkový objem 1 670 000 m³. Letní zásobní prostor činí 1 539 000 m³, zimní zásobní prostor 1 179 000 m³. Dno nádrže se nachází v nadmořské výšce 448,07 m, maximální hladina je 493,72 m nad mořem. Při celkovém zatopeném stavu zabírá vodní hladina plochu 10,08 ha. Vzdutí zasahuje do vzdálenosti 600 m. Největší hloubka dosahuje až 44,5 m. Plocha povodí nádrže má rozlohu 7,9 km². Průměrný roční průtok činí 0,09 m³/s. Pro vyšší vodohospodářský efekt je v suchých obdobích převáděna do nádrže voda z potoka Svídnice. K tomu slouží čerpací stanice Mníšek situovaná asi jeden km od osady Mníšek. Má 4 čerpadla, každé s kapacitou 55 l/s. Dopravní výška činí 28,5 m. Instalovaný výkon je 215 l/s, provozní výkon 110 l/s. Délka výtlačného řadu činí 855,5 m. Správcem čerpací stanice je státní podnik Povodí Ohře.

## Hydrologické údaje
Vodní nádrž shromažďuje vodu z povodí o rozloze 7,9 km², ve kterém je dlouhodobý roční průměr srážek 890 milimetrů. Průměrný roční průtok je 0,11 m³/s a neškodný odtok dosahuje 1,5 m³/s.
| N             | 1   | 5   | 10  | 50   | 100  |
| ------------- | --- | --- | --- | ---- | ---- |
| Průtok (m³/s) | 1,1 | 3,3 | 5,3 | 13,7 | 20,4 |

## Současnost
Dnes je okolí přehrady poměrně oblíbeným výletním místem. V roce 2001 se o přehradě mluvilo v souvislosti se sporem o určení vlastníka, který vedlo město Most se státním podnikem Povodí Ohře.